# Уснула Венера
Уснула Венера, још и Дрезденска Венера, је једна од посљедњих Ђорђоневих слика техником уља на платну, насликана око 1510. године. Дјело изузетне важности због утицаја који је оставило на касније представе испружене богиње Венере у историји умјетности, понављајући се као тема у ренесанси, бароку, неокласицизму и импресионизму.
По Риналдију, првобитно је била дио збирке Куће Марсело у Венецији. Затим је прешла у збирку војвода Истока, лозе која је владала војводствима Фераре и Модене. Године 1746. продата је, заједно са више дјела збирке војвода Истока, њемачкој Кући Саксоније. Данас је дио збирке италијанских мајстора ренесансе у Галерији слика старих мајстора у Дрездену.
Дуго се сматрало да је ријеч о Сасофератовој копији Тицијановог оригинала, све док је италијански критичар Ђовани Морели, није исправно приписао Ђорђону.
Једна од посљедњих Ђорђоневих слика – или барем тако вјерујемо зато што ју је довршио Тицијан, вјероватно након Ђорђонове смрти – Уснула Венера, прва је у дугом низу лежећих женских актова у историји умјетности. Удаљена од Ботичелијеве богиње (Рођење Венере), која стоји нага приликом свог рођења, али ће ускоро бити покривена, Ђорђонеова Венера спава, а њено наго тијело налази свој ехо у кривинама брда призора са позађа. Док је доња линија тијела једна крива линија, горња је облику таласа полазећи од главе преко груди до руке која је спуштена преко стидног брежуљка – дискретан али сугестиван гест. Сензуални ефекат слике појачан је топлим тоновима и природном текстуром њеног тијела, што је наглашено постељом на којој она лежи. Највјероватније је рађена за приватног колекционара, можда је чак била и скривана иза завјесе, као што је познато да је са таквим сликама било уобичајено у каснијим вјековима.
Путем радиографија је откривен клечећи Купидона поред стопала Венере који је пресликан након што је дјело било оштећено. Године 1525. слика је описана овако: „Платно наге Венере која спава на ливади са Купидоном, насликао је Ђорђо ди Кастелфранко, али пејзаж из позађа и Купидона је довршио Тицијан.” Техничка анализа је открила да је постељу на којој Венера лежи такође преправио Тицијан. Чини се да лице у свом садашњем стању не одговара стилу ни једног од поменутих умјетника; можда је по њему сликано у Дрездену 1843. године, када је прекривен Тицијанов Купидон.

## Утицај
| Лежећи актови у западној умјетности (1520—1900) | Лежећи актови у западној умјетности (1520—1900) | Лежећи актови у западној умјетности (1520—1900) | Лежећи актови у западној умјетности (1520—1900) | Лежећи актови у западној умјетности (1520—1900) |
| ----------------------------------------------- | ----------------------------------------------- | ----------------------------------------------- | ----------------------------------------------- | ----------------------------------------------- |
|                                                 |                                                 |                                                 |                                                 |                                                 |
| Ђироламо да Тревисо, 1520                       | Тицијан, 1534                                   | Бордоне, 1540                                   | Анибале Карачи, 1602                            | Артемизија Ђентилески, 1625                     |
|                                                 |                                                 |                                                 |                                                 |                                                 |
| Рени, 1639                                      | Веласкез, c. 1650                               | Гоја,1792                                       | Кабанел, 1863                                   | Мане, 1863                                      |